# Поярков News
Поярков News — українська політико-сатирична телепрограма, що виходила на телеканалі «Прямий» з 21 травня 2018 по 10 січня 2020 року. Автор і ведучий — Сергій Поярков.

## Скандали
1 червня 2018 року у програмі «Поярков News» ведучий Сергій Поярков задав телеглядачам опитування яке звучало так: «Якщо б ви мали можливість врятувати одного з них, кого б ви не дали вбити ворогу? Антіна Мухарського, чи його колишню дружину Сніжану Єгорову?» Більшість підтримало саме Антіна Мухарського, за якого проголосували 81 % глядачів, інші (19 %) — Сніжану Єгорову. Наступного дня у бік ведучого та телеканалу посипався шквал критики, а сама ж Сніжана Єгорова заявила про звільнення з каналу разом зі своєю командою «Територія позитиву», яка пропрацювала на телеканалі майже рік. Відтоді програма припинила свою трансляцію, а через півтори місяці генеральний директор каналу Олексій Семенов повідомив що програма «Поярков News» закрита, і у новому сезоні каналу її не буде. Проте, вже 14 вересня 2018 року програма відновила свою трансляцію у тому ж форматі що і була, але тільки один раз на тиждень (щоп'ятниці після 22:00).
27 грудня 2019 року у програмі «Поярков News» ведучий Сергій Поярков на адресу Президента України Володимира Зеленського сказав наступне:
|  | Тому я стверджую, що в порівнянні з великим патріотом, воїном, американським президентом якого шанує весь світ — Джорджем Бушем, ми обрали, поки що, невиховане зелене чмо, і нам з вами його виховувати! |

9 січня 2020 року Національна рада з питань телебачення і радіомовлення ухвалила рішення винести попередження та призначити позапланову перевірку телеканалу через образу честі та гідності Президента. Канал назвав такі рішення політично мотивованими, адже за президентства Петра Порошенка деякі телеканали відкрито принижували його, але Нацрада не звертала увагу на такі прецеденти. Згодом стало відомо, що телеканал знову закрив програму «Поярков News» без жодних пояснень.